# 広島県立五日市高等学校
広島県立五日市高等学校（ひろしまけんりつ いつかいちこうとうがっこう）は、広島県広島市佐伯区観音台三丁目に所在する公立の高等学校。略称は「五高（いつこう）」。

## 設置学科
- 普通科

## 概要
観音台団地の上端にあって見晴らしがよく、広島湾が眺望できる。ことに広島や呉のネオンが輝く夜景は美しい。校舎とグラウンドの真下を斜めに山陽新幹線が走っている（五日市トンネル内）。
平成10年度から自由選択制を採り、2年次及び3年次科目のほとんどが選択教科である。広島県内で自由選択制の普通科高等学校は4校のみである。
ただ現在は自由選択制は廃止された。

## 沿革
- 1974年（昭和49年） - 開校。第2学区に指定され、廿日市高校との間で総合選抜方式が採られた。
- 1979年（昭和54年） - A棟東側増築工事
- 1998年（平成10年） - 総合選抜制度が廃止され、単独選抜に移行。自由選択制施行。
- 1999年（平成11年） - C棟完成

## アクセス
- JR山陽本線「五日市駅」南口より、楽々園経由「東観音台団地」行き広電バスにて約18分。「五日市高校前」下車、徒歩3分。
- 山陽自動車道「五日市インター」より、石内バイパス経由、約15分。

## 主な出来事
- 1994年（平成6年） - 第12回アジア競技大会広島大会開会式にて、吹奏楽部が入場曲を演奏。（基町高校吹奏楽部と共演）
- 1999年（平成11年） - 6月29日の集中豪雨で、校庭や1階部分が土砂流入の被害を受ける。自主避難した住民250人を体育館に収容[1]。
- 2003年（平成15年） - 6月21日付の朝日新聞（全国版）一面に、五高祭（文化祭）のモニュメント「幸せの黄色い雨」が特集で掲載される。イラク戦争を受けて、「二度と原爆の黒い雨が降らないように」とのメッセージをこめたもの[2]。
- 2009年（平成21年） - 7月2日、第2回書道パフォーマンス甲子園において、書道部が優勝を果たす[3][4]。
- 2010年（平成22年） - 1月1日、書道部が第4回書道ガールズ甲子園（日本テレビ「ズームイン!!SUPER」主催）に出場。五日市高校のグラウンド上でパフォーマンスを行い、その様子は生放送で全国に中継された。
- 2011年（平成23年） - 第4回書道パフォーマンス甲子園において、書道部が準優勝。
- 2012年（平成24年） - 生徒が東日本大震災支援ボランティアのために宮城県岩沼市へ。宮城県立農業高等学校と交流した。また、生徒全員で人文字を作成し、かつて在籍していた広島テレビの児玉勝司アナウンサーが取材に訪れ、その模様が同局の｢テレビ派｣で報道された。

## 部活動
体育系
- サッカー部
- 硬式野球部
- ソフトボール部
- 陸上競技部
- テニス部
- ソフトテニス部
- 柔道部
- 空手道部
- バレーボール部
- バスケットボール部
- バドミントン部
- 剣道部
- 卓球部
- ワンダーフォーゲル部

文化系
- 放送部
- 茶道部
- 演劇部
- 理科部
- 書道部
- 美術部
- 吹奏楽部
- 軽音楽部
- 写真映画漫画研究部
- ダンス部

## 学校関係者

### 著名な出身者
- 小山健二 - 元プロサッカー選手（大分トリニティ/大分トリニータ、横浜FC）
- 児玉勝司 - 広島テレビ放送元アナウンサー、比治山大学教授
- 毛利元貞 - 日本の元傭兵の軍事アドバイザー、作家
- 生田嘉宏 - ディスクジョッキー、アナウンサー。セイ所属
- 西岡拓朗 - 競輪選手、BMX選手
- SUGURU - TSUKEMENメンバー・ピアノ
- 石井七瀬 - 声優・ZIP-FMナビゲーター（ラジオパーソナリティ）

### 指導者
- 松村和彦 - J1サッカー審判員、サッカー指導者

## 備考
- 美術部員が製作した「うぐいっつー」と呼ばれるオリジナルマスコットキャラクターがおり[5]、同キャラクターが描かれたクリアファイルがオープンスクールで配布されている。